# 伍堂輝雄
伍堂 輝雄（ごどう てるお、1906年（明治39年）1月1日 - 1993年（平成5年）12月16日）は、広島県安芸郡下蒲刈島三之瀬出身の実業家、弁護士。。元日本航空(JAL)会長。

## 来歴
1906年、弁護士の永野法城の五男、永野輝雄として出生。日本有数の閨閥地図を作り上げたといわれた"永野六兄弟"の一人となった。
海軍中将だった伍堂卓雄に養子入りし、広島高等師範学校附属小学校・中学校（現・広島大学附属小学校、広島大学附属中学校・高等学校）、第六高等学校を経て、東京帝国大学卒業。卒業後、岩田寅造法律事務所に勤務。1933年、日本鋼管顧問弁護士。
昭和鋼管勤務、鉄道大臣秘書官を経て1941年日本鋼管に入社。1949年取締役、1954年常務取締役鶴見製鉄所長などを歴任。1957年のジュネーヴILO総会では使用者代表顧問として出席。日本鋼管常務時代に日本鋼管福山製鉄所の建設計画を担当。徳永豊福山市長の熱心な誘致もあって日本鋼管の福山進出を決めた。福山製鉄所が完成する前の1963年に日本鋼管を辞め、日本航空へ移り専務に就任。その後、副社長を経て1969年に日本航空会長に就任する。その他日経連理事などを務めた。
1993年、体調を崩し永眠した。享年87。墓所は多磨霊園(7-1-13)

## 家族・親類
```
　永野小佐衛門
　　 (常浄)　弘願寺初代
 　　　┃
　　　(略)
 　　　┃
　　　法城　弘願寺11代（継いでいない）
 ┏━━╋━━┳━━━┳━━━┳━━┳━┓
 
護
　 
重雄
　男(早世) 
俊雄
　
輝雄
　
鎮雄
 
治

 ┣━━━━┳━━━━━━┓

厳雄
　 　　
健
　　　　　　
正

 ┣━━┓　┣━━┓　　　┣━━━┳━━┓

一郎
　
耕二
 
彰
 　
健二
 
正樹
　
康之
　 
弘
```

運輸大臣を務めた永野護と新日本製鐵会長及び日本商工会議所会頭を務めた永野重雄、五洋建設会長を務めた永野俊雄は実兄。参議院議員を務めた永野鎮雄と石川島播磨重工（現IHI）会長を務めた永野治は実弟である。また、広島県知事を務めた永野厳雄、三菱マテリアル社長及び日経連会長を務めた永野健、大同鋼板社長を務めた永野辰雄は甥となる。永野健の長男・正樹は児童図書で知られる偕成社会長の今村廣（義母はライオン創設者・小林富次郎の孫にあたる）の婿養子となった。長女・敬子はミクニ会長生田允紀に嫁ぎ、ラグビー選手として活躍した生田久貴（現ミクニ社長）の母である。